# Ala Littoria
Ala Littoria S.A. war ab 1934 der Name der staatlichen Fluggesellschaft des faschistischen Italiens. Sie entstand durch die Umbenennung der 1928 gegründeten, ebenfalls staatlichen Società Aerea Mediterranea (SAM) und durch die Eingliederung privater Fluggesellschaften.
Die Bezeichnung Ala Littoria setzt sich zusammen aus den italienischen Worten ala (dt. „Flügel“) und littorio (dt. „Liktor“). Nach dem Liktorenbündel war während des Faschismus auch der Flugplatz Rom-Urbe benannt, seinerzeit Heimatflughafen der Fluggesellschaft.

## Geschichte

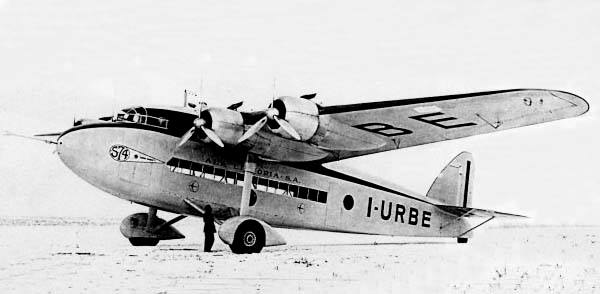
Eine Savoia-Marchetti SM.74 der Ala Littoria.

### Ursprünge
Ala Littoria entstand im August 1934 durch eine unter staatlicher Regie durchgeführte Fusion der Fluggesellschaften
- SAM – Società Aerea Mediterranea (gegr. 1928 in Rom, in Staatsbesitz, Vorgänger der Ala Littoria; von 1959 bis 1976 als Chartergesellschaft der Alitalia erneut tätig)[1]
- Transadriatica (gegr. 1925 in Ancona, 1931 von SAM übernommen)[2]
- SANA – Società Anonima Navigazione Aerea (gegr. 1925 in Genua)[3]
- AEI – Aero Espresso Italiana (gegr. 1923 in Rom)[4]
- SISA – Società Italiana Servizi Aerei (gegr. 1922 in Lussinpiccolo).[5]

1935 übernahm Ala Littoria auch die Adria Aero Lloyd (Albanien-Routen) und die Nord Africa Aviazione (gegr. 1931). Die zum Fiat-Konzern gehörende Fluglinie ALI (Avio Linee Italiane) nahm an diesem Zusammenlegungsprozess hingegen nicht teil.
Aus der 1938 entstandenen Atlantik-Abteilung der Ala Littoria wurde 1939 die Tochtergesellschaft Linee Aeree Transcontinentali Italiane (LATI) gegründet, die vom Flugplatz Rom-Guidonia aus Luftpost-Flüge nach Südamerika anbot.
Der privaten, 1920 gegründeten Compagnia Nazionale Aeronautica verdankte Ala Littoria den Aufbau ihres 1928 eröffneten Heimatflughafens Aeroporto del Littorio in Rom-Urbe, der im Zug der Gründung der Ala Littoria ebenfalls verstaatlicht wurde.
Das Symbol der Ala Littoria war eine Schwalbe (rondine) auf einem Liktorenbündel. Das Schwalbensymbol wurde von der SAM übernommen, die es ihrerseits von der Transadriatica hatte.

### Entwicklung bis 1941
Die größte Herausforderung bestand zunächst darin, nach den Fusionen die verschiedenen ursprünglichen Unternehmensstrukturen und Abläufe zu harmonisieren. Die Unternehmensleitung basierte dennoch weiterhin auf der Generaldirektion der Società Aerea Mediterranea unter Umberto Klinger. Positive Ergebnisse zeigten sich schon bald, einerseits für den Staat, dessen Subventionsaufwendungen spürbar sanken, und andererseits für Ala Littoria, die ihre Aktivitäten bis 1935 mehr als verdoppeln konnte.
Ala Littoria hatte in Italien ein ausgedehntes Streckennetz. Auf sehr vielen Strecken setzte man Flugboote der Firma Savoia Marchetti ein. Im Ausland bediente die Gesellschaft vor allem Ziele in Europa und im Mittelmeerraum. Besonders gut ausgebaut waren die Verbindungen nach Albanien und in die italienischen Kolonialgebiete in Nord- und Ostafrika.
Nach Abkommen mit Lufthansa und KLM eröffnete Ala Littoria am 7. Mai 1935 eine tägliche Verbindung von Mailand über Frankfurt am Main nach Amsterdam. Ein ähnliches Abkommen mit Air France ermöglichte 1936 die Aufnahme von täglichen Flügen von Rom über Marseille nach Paris. Auf dieser ertragreichen Linie wurde vor allem die neue, viermotorige und rund 300 km/h schnelle Savoia-Marchetti SM.74 eingesetzt, die 24 Passagiere befördern konnte. Ein weiteres Abkommen mit der britischen Imperial Airways verbesserte 1935 die Verbindungen nach Afrika, insbesondere über Brindisi und Karthoum.
Wegen des Abessinienkriegs und der deswegen erlassenen Sanktionen wurde es noch 1935 notwendig, die Verbindungen nach Italienisch-Ostafrika vollständig in eigener Regie durchzuführen. Die sogenannte Linea dell’Impero wurde in kürzester Zeit zur wichtigsten interkontinentalen Strecke der Ala Littoria. Eingesetzt wurde hier in der Regel die dreimotorige, 340 km/h schnelle Savoia-Marchetti SM.73 mit Platz für 18 Passagiere. Der weitere Ausbau der Verbindungen innerhalb Italienisch-Ostafrikas und der Einsatz der verbesserten, etwas größeren und schnelleren Savoia-Marchetti SM.75 führte dann dazu, dass Ala Littoria 1938 in Afrika hinsichtlich des Linienausbaus und der Flugleistung an erster Stelle stand.
Das im Juli 1936 unterzeichnete Abkommen mit Griechenland erlaubte die Fortsetzung und den Ausbau der Verbindungen dorthin, insbesondere nach Thessaloniki und zeitweise weiter nach Sofia, sowie nach Athen und von dort aus weiter nach Rhodos in den damals italienischen Ägäis-Inseln. Ab 1937 flog Ala Littoria von Rhodos weiter nach Haifa, und ab 1939 von dort aus nach Bagdad und Basra. Weitere wichtige Ziele im Mittelmeerraum waren Istanbul, Kairo und Tunis sowie Italienisch-Libyen.
Der Ausbau des europäischen Streckennetzes erfolgte in Richtung Osten, insbesondere von Venedig über Klagenfurt und Bratislava nach Prag sowie von Rom über Belgrad nach Bukarest und zeitweise nach Constanța. Die Strecke von Venedig nach Wien verlängerte man vorübergehend bis nach Warschau, das dann mit Danzig über Budapest angeflogen wurde. Die Strecke nach Frankfurt und Amsterdam überließ man der Avio Linee Italiane und flog stattdessen nach München und Berlin. Wegen der Teilnahme am Spanischen Bürgerkrieg erfolgte auch ein Ausbau in westlicher Richtung, zunächst ab Oktober 1936 per Flugboot nach Pollença auf Mallorca und von dort dann ab Dezember 1936 weiter nach Melilla und Cádiz. 1938 kamen noch Málaga, Sevilla und Lissabon dazu, 1939 auch Barcelona.
Über eine Ausdehnung des Streckennetzes nach Lateinamerika, wohin viele Italiener ausgewandert waren, hatte man lange ergebnislos debattiert, obwohl Italien mit Italo Balbo, Arturo Ferrarin, Francesco De Pinedo und anderen über fähige Flugpioniere verfügte, die wiederholt mit z. T. größeren Flugzeugformationen über den Atlantik und auch nach Asien und Australien geflogen waren. Ala Littorias neue Atlantik-Abteilung unternahm erst am 20. März 1938 mit einem Flugboot vom Typ CRDA Cant Z.506 einen versuchsweisen Atlantikflug, von Rom über Cagliari, Bathurst, Salvador da Bahia und Rio de Janeiro nach Buenos Aires. Gleichzeitig gründete man in Argentinien mit italienischem Kapital die Corporación Sudamericana de Servicios Aéreos (CSSA), die mit ihren zunächst drei Macchi MC.94 die Anschlussflüge der künftigen Atlantiklinie von Ala Littoria übernehmen sollte. Weil man bei der Vorbereitung der Aufnahme von Luftpostdiensten nach Buenos Aires keine Kooperationsabkommen mit Air France und Lufthansa erreichen konnte, wandte man sich an Spanien und Portugal, die ihre Unterstützung zusicherten, aber ihre Einbindung in den Linienverkehr verlangten. Auf den damals portugiesischen Kapverden wurde 1939 der Flugplatz Sal als Zwischenstation eingerichtet. Interne und politische Querelen führten dann im September 1939 dazu, dass aus der Atlantik-Abteilung der Ala Littoria die Tochtergesellschaft Linee Aeree Transcontinentali Italiane (LATI) gebildet wurde, die wöchentliche Linienflüge (bei besonderem Bedarf auch mit Passagieren) mit konventionellen Savoia-Marchetti SM.83 und einigen anderen Modellen im Dezember 1939 auf der Strecke Rom–Sevilla–Lissabon–Villa Cisneros–Sal–Recife–Rio de Janeiro aufnahm. Kriegsbedingt stützte sich das deutsche Condor-Syndikat in Brasilien auf die Dienste der LATI, mit der ein Luftpostkonsortium gebildet wurde. Nach dem Eintritt Italiens in den Zweiten Weltkrieg wurde die Strecke ab Juni 1940 nur noch monatlich bedient, im Juli 1941 noch bis Buenos Aires verlängert, dann aber nach dem Kriegseintritt der Vereinigten Staaten im Dezember 1941 aufgegeben. Ein Anschluss an die CSSA in Buenos Aires, die 1946 in der Aviación del Litoral Fluvial Argentino aufging, erfolgte somit nur wenige Monate.

### Auflösung
Während des Zweiten Weltkriegs nutzte das italienische Militär die bis auf 132 Flugzeuge angewachsenen Flotte der Ala Littoria sowie die der LATI und der Avio Linee Italiane unter dem Comando Servizi Aerei Speciali („Kommando Spezielle Flugdienste“) zu Lufttransportdiensten. Die Maschinen wurden dort entweder SAS-Transportstaffeln unterstellt (Gruppen 146, 147, 148, 149 mit nachgeordneten und selbständigen Squadriglie; 601 bis 616) oder drei militärisch-zivilen Transporteinheiten (nuclei comunicazione) zugeordnet, die unter SAS-Aufsicht den kommerziellen Flugbetrieb der drei Gesellschaften so weit wie möglich aufrechterhielten. Nach der Absetzung Mussolinis am 25. Juli 1943 änderte die Fluggesellschaft Ala Littoria ihren Namen in Ala Italiana. In der faschistischen Italienischen Sozialrepublik, die Mussolini unter Hitlers Schutz im Herbst 1943 in Nord- und Mittelitalien errichtete, erhielt der kleinere verbliebene Teil des Unternehmens im März 1944 seinen alten Namen Ala Littoria zurück, ging dann aber im April 1945 mit der Kapitulation definitiv unter. Im alliierten Machtbereich in Italien fanden sich 1943 und 1944 knapp 3.800 von zuletzt rund 3.900 Mitarbeitern der ehemaligen Ala Littoria in der neuen Ala Italiana wieder, bei der Tochtergesellschaft LATI waren es 552 von ehemals 589, jedoch in beiden Fällen ohne Aussicht auf substanzielle Wiederbeschäftigung. Die beiden Unternehmen versuchten ohne Erfolg, die von der italienischen Luftwaffe im alliierten Machtbereich in Italien betriebenen „Luftkurierdienste“, die neben dem Militär bei besonderem Bedarf auch Zivilisten dienten, zu übernehmen. Dies scheiterte dann nicht zuletzt auch am alliierten zivilen Flugverbot, das erst Anfang 1947 aufgehoben wurde. Ausstehende Forderungen an den italienischen Staat wegen der Requisition ihrer Flugzeuge für Kriegsdienste waren nicht einzutreiben. Die geplante Wiedereingliederung der Tochtergesellschaft LATI scheiterte wegen Regierungswechseln ebenfalls. Bereits ab 1945 arbeitete die italienische Regierung mit den Amerikanern an der Gründung der neuen Fluggesellschaft Linee Aeree Italiane (LAI), ohne die Briten zu informieren, die dann auf der Gründung einer weiteren Fluggesellschaft unter ihrer Beteiligung bestanden: der Alitalia. Nun sollte die Ala Italiana in der LAI aufgehen und eher Inlandsstrecken bedienen, während Alitalia die LATI übernehmen und demzufolge eher international und besonders auf Südamerika ausgerichtet sein sollte. Diese Übernahmen erfolgten schließlich nur zum Teil und mit Verzögerungen; während die Ala Italiana den Flugbetrieb nie wieder aufnahm und Ende 1946 aufgelöst wurde, flog ihre (ehemalige) Tochter LATI ab Mai 1949 noch ein Jahr lang mit ihren Savoia-Marchetti SM.95 über die Kapverden nach Caracas. Nachdem Alitalia 1948 die Routen nach Brasilien und Argentinien und 1950 auch das Personal und das Material der LATI übernommen hatte, leitete man 1955 deren Liquidation in die Wege. Wegen ausstehender Forderungen in Italien und Brasilien erfolgte diese erst im Jahre 2007.

## Flugziele
Um 1939 bediente Ala Littoria folgende Städte und Orte:
- Italien:

Alghero, Ancona, Bologna, Brindisi, Cagliari, Catania, Fiume, Genua, Lussino, Neapel, Palermo, Pola, Rimini, Rhodos, Rom, Syrakus, Trapani, Triest, Venedig, Zara (Mailand und Turin wurden der Avio Linee Italiane überlassen)
- Europa:

Athen, Barcelona, Belgrad, Berlin, Bratislava, Bukarest, Cádiz, Constanța, Devoll, Gdynia, Gjirokastra, Graz, Istanbul, Klagenfurt, Korça, Krakau (1937), Kukës, Lissabon, Málaga, Malta, Marseille, München, Palma, Paris, Peshkopia, Prag, Thessaloniki, Sevilla, Shkodra, Sofia, Tirana, Vlora, Warschau, Wien (u. a. Amsterdam, Brüssel, Frankfurt, Köln, London und Rotterdam wurden der Avio Linee Italiane überlassen, zeitweise auch die Routen nach Polen)
- Afrika und Asien:

Addis Abeba, Asmara, Asosa, Assab, Bagdad, Basra, Belet Uen, Bengasi, Massaua, Dessiè, Dire Dawa, Djibouti, Gambela, Jimma, Gondar, Gorrahei, Haifa, Kairo, Kassala, Khartum, Massaua, Melilla, Mogadischu, Neghelle, Nekemte, Sal (LATI), Soddo, Tétouan, Tripolis, Tunis, Villa Cisneros (LATI), Wadi Halfa
- Lateinamerika: (LATI)

Fernando de Noronha, Natal, Recife, Rio de Janeiro, Salvador

## Flugzeugmuster
Unvollständige Liste der Flugzeugmuster der Ala Littoria und ihrer Tochter LATI. Ist unter „Indienststellung“ ein Jahr vor 1934 angegeben, so wurde der Flugzeugtyp von einer Vorgängergesellschaft in Dienst gestellt und dann 1934 von Ala Littoria übernommen. Ist unter „Ausgemustert“ ein Jahr nach 1940 angegeben, so fand das Flugzeugmuster im nucleo comunicazioni der Ala Littoria oder der LATI unter militärischer Kontrolle noch eine kommerzielle Verwendung, oder es wurde in einer SAS-Transportstaffel eingesetzt. 
| Flugzeugtyp            | Indienststellung | Ausgemustert | Anzahl/Anmerkung                                                    |
| ---------------------- | ---------------- | ------------ | ------------------------------------------------------------------- |
| Breda Ba.44            | 1935             | 1943         | 5 Exemplare                                                         |
| CANT 10                | 1926             |              | Flugboot, von SISA (hatte 15) übernommen                            |
| CANT 22                | 1928             | 1938         | Flugboot, 9 für SISA und 2 für SAM, davon 6 an Ala Littoria         |
| Caproni Ca.97          | 1931             |              | 1 Expemlar, 1934 von SAM übernommen                                 |
| Caproni Ca.101         | 1931             | 1939         | 4 Exemplare, 1935 von Nord Africa Aviazione übernommen              |
| Caproni Ca.133         | 1936             |              | 12 Exemplare                                                        |
| Caproni Ca.306         | 1935             | 1940         | 6 Exemplare                                                         |
| CRDA Cant Z.506        | 1936             | 1943         | Wasserflugzeug, 35 Exemplare                                        |
| Dornier Wal            | 1937             | 1940         | Flugboot, 16 für SANA, 11 für AEI, einige an Ala Littoria           |
| Fokker F.VII           | 1934             |              | 8                                                                   |
| Junkers F 13           | 1926             | 1937         | 8 von SANA und Transadriatica übernommen                            |
| Junkers G 24           | 1927             | 1937         | 2 von Transadriatica übernommen                                     |
| Junkers Ju 52          | 1935             | 1943         | 8 Maschinen                                                         |
| Macchi MC.94           | 1936             | 1943         | Flugboot, 9 Exemplare                                               |
| Macchi MC.100          | 1940             | 1943         | Flugboot, 3 Exemplare                                               |
| Savoia-Marchetti S.55  | 1926             | 1940         | Flugboot, 14 von AEI und SAM übernommen                             |
| Savoia-Marchetti S.59  | 1927             |              | Flugboot, 5 Exemplare von SAM und AEI übernommen                    |
| Savoia-Marchetti S.62  | 1928             |              | Flugboot, 4 von SAM übernommen                                      |
| Savoia-Marchetti S.66  | 1932             | 1942         | Flugboot, 23 von SAM und SANA übernommen                            |
| Savoia-Marchetti S.71  | 1931             | 1937         | 6, von SAM übernommen                                               |
| Savoia-Marchetti SM.73 | 1935             | 1941         | 22 Maschinen                                                        |
| Savoia-Marchetti SM.74 | 1935             | 1943         | 3 Maschinen                                                         |
| Savoia-Marchetti SM.75 | 1938             | 1943         | 36 Maschinen, 1940 mindestens 20 (einschließlich LATI) nachbestellt |
| Savoia-Marchetti SM.79 | 1939             | 1943         | 1 Exemplar (I-ALAN) für LATI                                        |
| Savoia-Marchetti SM.82 | 1940             | 1943         | 2 Exemplare für LATI                                                |
| Savoia-Marchetti SM.83 | 1938             | 1943         | 18 Exemplare (einschließlich LATI)                                  |
| Savoia-Marchetti SM.87 | 1940             | 1943         | 3 Exemplare                                                         |

## Zwischenfälle
Ala Littoria verzeichnete 12 Zwischenfälle mit Todesopfern.
- Am 24. September 1936 flog eine CRDA Cant Z.506 (I-RODI), die einen Triebwerksbrand hatte, vor Bengasi gegen einen Schiffsmast und stürzte ab. Neun von zehn Personen an Bord kamen ums Leben.[19]
- Am 2. August 1937 streifte eine startende Savoia-Marchetti SM.73 (I-SUSA) bei Wadi Halfa ein Hausdach und stürzte ab, wobei der alle neun Menschen an Bord ihr Leben verloren (6 Passagiere und 3 Besatzungsmitglieder).[20]
- Am 13. Februar 1938 verunglückte eine CRDA Cant Z.506 (I-ORIA) in schlechtem Wetter von Pollença kommend westlich von Sardinien, wobei alle 14 Personen an Bord getötet wurden.[21]
- Am 30. April 1938 stürzte eine Savoia-Marchetti SM.73 (I-MEDA) während eines Fluges von Tirana via Brindisi nach Rom rund 100 Kilometer vor Rom ab. Bei dem Unglück nahe Maranola kamen alle neunzehn Insassen ums Leben.[22]
- Am 14. Juli 1938 stürzte eine Savoia-Marchetti S.66 (I-VOLO) 145 Kilometer nordöstlich von Terranova, Sardinien, ins Meer. Sie war auf dem Weg von Cagliari nach Rom. Keine der 20 Personen an Bord überlebte den Absturz.[23]
- Am 17. Oktober 1939 flog eine Savoia-Marchetti S.73 (I-IESI) bei Olías, Málaga, Spanien, in einen Hügel. Zwei der 17 Personen an Bord überlebten.[24]
- Am 22. November 1938 kam eine Savoia-Marchetti SM.75 (I-TUON) vom Kurs ab und verunglückte bei Winklern in Kärnten. Vier der fünf Personen an Bord kamen ums Leben.[25]
- Am 4. Dezember 1939 stürzte eine Junkers Ju 52 (I-BAUS) der Ala Littoria auf einem Flug von München nach Berlin bei Nebel in die Arberseewand bei Bayerisch Eisenstein, vermutlich wegen Vereisungen am Flugzeug. Von den 17 Personen an Bord waren vier Passagiere sofort tot, eine Schwerverletzte starb im Krankenhaus.[26]
- Am 10. Februar 1940 flog eine Savoia-Marchetti SM.75 (I-LEAL) bei Aiello Calabro gegen einen Berg. Keine der zehn Personen an Bord überlebte.[27]
- Am 16. Mai 1940 stürzte eine Savoia-Marchetti SM.75 (I-LUPI) nach dem Start in Barcelona ab, wobei alle acht Personen an Bord starben. Eine Leiter im Frachtraum war verrutscht und hatte Teile der Flugsteuerung blockiert.[28]
- Am 30. Juli 1941 kehrte eine Macchi MC.100 (I-PACE) nach dem Start wegen Motorproblemen zum Wasserflugplatz Ostia bei Rom zurück, stürzte dann aber am Tiber ab. Fünf der 25 Personen an Bord kamen um Leben.[29]
- Am 23. November 1942 stürzte eine Savoia-Marchetti SM.75 (I-MAGA) auf dem Weg von Tripolis nach Sciacca ins Mittelmeer. Vermutlich wurde sie abgeschossen. Alle vier Personen an Bord wurden getötet.[30]

Die Tochtergesellschaft LATI verzeichnete im Südamerika-Verkehr zwei Zwischenfälle mit Todesopfern (weitere kriegsbedingt im Mittelmeerraum):
- Am 24. Dezember 1939 verunglückte eine Savoia-Marchetti SM.83 (I-ARPA) bei dem Versuch, bei Dar el Caid Allal Bou Fenzi, in der Nähe vom Essaouira, Marokko, in einem Sturm notzulanden. Die Maschine war auf dem Weg von Villa Cisneros nach Sevilla. Alle sieben Personen an Bord kamen ums Leben (vier Besatzungsmitglieder und drei Journalisten).[31]
- Am 15. Januar 1941 musste eine Savoia-Marchetti SM.75 (I-BAYR) bei Fernando de Noronha wegen eines Motorschadens notwassern. Aus der völlig überladenen Maschine hatte man zuvor Fracht geworfen. Die zehn an Bord befindlichen Personen (acht Besatzungsmitglieder, zwei Passagiere) überlebten die Notwasserung nicht. Die SM.75 befand sich auf dem Weg von Natal (Brasilien) nach Sal (Kap Verde).[32]